# Suzuki Xbee
La Suzuki Xbee (in giapponese: ス ズ キ ・ ク ロ ス ビ ー, Suzuki Kurosubī) è un crossover SUV prodotta dalla casa automobilistica giapponese Suzuki a partire dal 2017 per il solo mercato nipponico.

## Descrizione
La Xbee è stata presentata in anteprima mondiale al salone di Tokyo 2017.
Sebbene il design sia molto simile nello stile alla Hustler, non condivide alcuna parte meccanica con essa. La Xbee invece viene costruita sulla piattaforma HEARTECT condivisa con la Ignis di seconda generazione e la Solio di terza generazione.
L'Xbee è disponibile solo con un propulsore a benzina tre cilindri da 1,0 litri abbinato ad un ibrido leggero e accoppiato a un cambio automatico a 6 velocità con comandi al volante. 
È disponibile anche un modello a trazione integrale che è inoltre dotato di un sistema di controllo della discesa, che limita la velocità a 7 km/h.